# اعضای پاکسازی شده از شینسنگومی
این مقاله فهرستی از اعضایی است که در شینسنگومی پاکسازی شدند.

## معرفی شینسنگومی
شینسنگومی  گروهی از شمشیرزنان بودند که در اواخر  دوره ادو تحت نظر شوگوشوکو کیوتو (محافظ کیوتو) خدمت می‌کردند و مسئول حفظ نظم عمومی و جمع‌آوری اطلاعات بودند. در سال ۱۸۶۲، شوگون‌سالاری توکوگاوا قصد داشت یک نیروی نگهبان از داوطلبان وفادار به کشور را به عنوان اقدامی علیه رونین‌ها (روشی‌ها) سازماندهی کند. رونین هایی که درخواست داده بود، و همچنین شمشیرزنانی از کشاورزان و شهروندان طبقه بالا، در روشیگومی (سپاه روشی) سازماندهی شدند و در فوریه ۱۸۶۳ برای محافظت از شوگون چهاردهم توکوگاوا ایه‌موچی به کیوتو سفر کردند. پس از ورود به کیوتو، این گروه بر سر سیاست احترام به امپراتور و اخراج بربرها از هم پاشید و بسیاری از اعضا به ادو بازگشتند، اما گروه شیئیکان متشکل از کوندو ایسامی، هیجیکاتا توشیزو و اوکیتا سوجی، و گروه میتو متشکل از سریزاوا کامو و دیگران در کیوتو ماندند و به صفوف ماتسودایرا کاتاموری، ارباب حوزه آیزو، که شوگوشوکوی کیوتو (محافظ کیوتو) بود، پیوستند و میبو روشیگومی  را تشکیل دادند. پس از تحولات سیاسی روز هیجدهم از ماه هشتم همان سال، این گروه نام خود را به شینسنگومی تغییر داد. در سپتامبر همان سال، گروه شیئیکان گروه سریزاوا را پاکسازی کرد و سازمانی را با کوندو ایسامی در رأس آن تأسیس کرد. شینسنگومی‌ها مسئول سرکوب سامورایی‌ها و روشی‌های ضد شوگونی در کیوتو و محافظت از شهر بودند و در حادثه ایکه‌دایا و حادثه کینمون فعال بودند. در ژانویه ۱۸۶۸ (اولین سال دوره میجی)، نیروهای شوگونی در نبرد توبا-فوشیمی شکست خوردند و شینسنگومی‌ها به ادو بازگشتند، جایی که نام خود را به کویو چینبوتای تغییر دادند و در نبرد کوشو-کاتسونوما  علیه نیروهای جدید دولتی جنگیدند، اما شکست خوردند. آنها تلاش کردند تا در ناگاریاما، چیبا دوباره به اوج خود برگردند، اما کوندو تسلیم نیروهای جدید دولتی شد و اعدام شد و اعضا پراکنده شدند. بسیاری از اعضای سابق در نبرد اوئنو و نبرد هاکوداته علیه نیروهای جدید دولتی جنگیدند.
از آنجا که دولت میجی توسط نیروهای ضد شوگون تأسیس شد، شینسنگومی‌ها مدت‌ها «دشمن» تلقی می‌شدند. با این حال، آنها در سال‌های اخیر از طریق رمان‌های نویسندگانی مانند کان  شیموزاوا و ریوتارو شیبا و همچنین درام‌های تلویزیونی، فیلم‌ها، انیمه‌ها و مانگاهای ساخته شده بر اساس آنها، محبوبیت یافته‌اند.

## پاکسازی‌های داخلی شینسنگومی

### در روند تأسیس رژیم کوندو-هیجیکاتا
- یوشیئو تونوئوچی، ایه‌ساتو تسوگوئو - برای به دست گرفتن کنترل پاکسازی شدند.
- نی‌ایمی نیشیکی - پس از مواجهه با رفتار خشونت‌آمیزش، مرتکب سپوکو شد. با این حال، نظریه‌ای نیز وجود دارد که او در چوشو، جایی که پس از جدایی اقامت داشت، مرتکب سپوکو شد.
- ایوری تاناکا - گفته می‌شود که توسط کوندو به دلیل اقدام خلاف میلش ترور شده است. ja:田中伊織
- کامو سریزاوا، گورو هیرایاما (۳۰ اکتبر ۱۸۶۳) - به دلیل رفتارهای خشونت‌آمیز و مستی مکرر، در خواب مورد حمله و ترور قرار گرفت.
- کنجی نوگوچی - پس از اینکه به دلیلی متهم شد (جزئیات نامشخص) مرتکب سپوکو شد. او در ۲۸ دسامبر ۱۸۶۳ (بونکیو ۳) به عنوان معاون فرمانده درگذشت. او عضوی از جناح میتو، از جمله کامو سریزاوا، بود. او به دلیل نقض قوانین شینسنگومی، در اقامتگاه مائکاوا مرتکب سپوکو شد. او در معبد میبو دفن شده است.[۲]
- هیراما جوسوکه - از سپوکو اجتناب کرد، اما به دلیل موقعیتش جایی برای رفتن نداشت، فرار کرد.
- ساساکی آیجیرو، سائه‌کی ماتاسابورو - جزئیات نامشخص. ساساکی در آن گرفتار شد. نظریه‌ای وجود دارد که او توسط سریزاوا ترور شده است.
- آراکیدا سامانوسوکهja:荒木田左馬之助، ماکورا ایسه‌تاکهja:御倉伊勢武، کوسونوکی کوجورو - با قتل کشته شد. به عنوان جاسوس چوشو کشته شد. همچنین نظریه‌ای وجود دارد که او را برای این ترور پاپوش دوزی کرده‌اند.
- یامانامی کیسوکه - به دلیل فرار از خدمت مرتکب سپوکو شد.
- تانی سانجورو - نظریه‌ای وجود دارد که او ترور شده است (همچنین نظریه‌ای وجود دارد که او بر اثر بیماری درگذشته است، بنابراین این مورد تأیید نشده است).

### پاکسازی اعمال تفرقه و خیانت
- تاناکا تورازوja:田中寅蔵 - تماس با گوریو اجی.
- ایباراکی تسوکاسا، سانو شیچیگوسانوسوکه، تومیکاوا جورو، ناکامورا گورو - واحد را برای پیوستن به گوریو اجی ترک کردند اما نتوانستند این کار را انجام دهند و در اعتراض به اقامتگاه قلمرو آیزو که به آن دادخواست داده بودند، مرتکب سپوکو (مرگ با بریدن سر) شدند.
- این پاکسازی برای جلوگیری از از دست دادن استعدادها از جناح ایتو (احزاب گوریواجی و کوداجی) و در نتیجه دشمنی‌هایی که در نتیجه نزدیکی بیش از حد این جناح به ساتسوما، که در حال تبدیل شدن به ضد نظام بود، ایجاد شده بود، انجام شد.
  - ایتو کاشیتارو - توسط کوندو فراخوانده شد، توسط اویشی کوواجیرو در راه خانه کشته شد. ایتو کاشیتارو پس از کوندو و هیجیکاتا، سومین نفر در شینسنگومی بود و مردی با دانش عمیق آکادمیک بود که به عنوان مربی ادبی نیز فعالیت می‌کرد. اگرچه او عضوی از شینسنگومیِ طرفدار شوگون‌سالاری بود، اما یکی از کسانی بود که محدودیت‌های شوگون‌سالاری توکوگاوا را می‌دید و تلاش کرد شینسنگومی را از درون به یک جناح طرفدار امپراتوری تبدیل کند. با این حال، این موضوع به مانعی تبدیل شد و در نهایت او توسط کوندو و دیگران ترور شد. (او در سن ۳۳ سالگی در ۱۸ نوامبر ۱۸۶۷، در یک نزاع داخلی در آبورانوکوجی در کیوتو به قتل رسید.)[۳]
  - تودو هیسوکه، کنای آرینوسوکه، هاتوری تاکئو - به بهانه بازیابی جسد ایتو، فریب داده و کشته شد.  (هاتوری تاکئو در سن ۳۶ سالگی در ۱۸ نوامبر ۱۸۶۷، در آبورانوکوجی، کیوتو، به دلیل یک اختلاف داخلی به قتل رسید.)[۴]
- تاکدا کانریوسای - پس از تماس با ساتسوما پس از ترک گروه کشته شد.
- آسانو کائورو - ترک شد و از نام شینسنگومی برای جمع‌آوری پول استفاده کرد.
- شیباتا هیکوسابورو - به جرم ترک خدمت متهم شد.
- کاواشیما کاتسوجی - ترک خدمت کرد و از نام شینسنگومی برای جمع‌آوری پول به تنهایی استفاده کرد.
- ساکای هیوگو - به ترک خدمت متهم شد.

### اخلاق و پایبندی کامل به اصول اخلاقی
- چوجی ماتسوبارا - در مورد مرگ ماتسوبارا، هیروشی شیموزاوا داستانی با عنوان «میبو شینجو» در «شینسنگومی مونوگاتاری» نوشت. طبق این داستان، اندکی پس از آنکه ماتسوبارا رئیس واحد چهارم و مربی جودو شد، مشخص شد که ماتسوبارا معشوقه‌ای (همسر رونینی که او به قتل رسانده بود) را در نزدیکی پادگان نگهداری می‌کرد و هنگامی که توشیزو هیجیکاتا او را به خاطر این حادثه سرزنش کرد، ماتسوبارا به عنوان یک عضو ارشد احساس مسئولیت کرد و خودکشی کرد.
- شیاما تاکیتو - پس از متهم شدن به داشتن رابطه با یک زن متأهل، مرتکب سپوکو شد.
- کاوای کیسابورو - به دلیل از دست دادن بودجه سپاه، مرتکب سپوکو (یا گردن زدن) شد. او در ۱۲ فوریه ۱۸۶۶ (کیئو ۲) به عنوان حسابدار درگذشت. گفته می‌شود که او به دلیل سوء مدیریت حساب‌ها اعدام شد. او در معبد میبو دفن شده است.[۲]

یک نظریه دیگر این است که او به این دلیل هدف حذف و پاکسازی قرار گرفت که به عنوان مسئول مدیریت هزینه‌های سربازان، نارضایتی و انتقاد خود را از ولخرجی‌های مکرر کوندو برای زنان ابراز کرده بود. نظریه دیگر این است که او صرفاً از این پول برای اهداف شخصی استفاده کرده است.
- تانوچی تومو - به دلیل از دست دادن سرمایه‌های سپاه پس از اینکه توسط معشوقه‌اش که فرار کرده و درخواست کمک کرده بود، زخمی شد، مرتکب سپوکو (یا گردن زدن) شد. این عمل نقض قوانین سامورایی تلقی شد و او مرتکب سپوکو شد.
- کانو سوزابورو - پس از تمام شدن پولش هنگام رفت و آمد به شیمابارا، او به یک دزد خیابانی همیشگی تبدیل شد و توسط هیجیکاتا مورد کمین قرار گرفت و کشته شد. [[:ja:å%A0納惣三郎]]